# PlayNow Arena
PlayNow був службою завантаження від Sony Ericsson медіа, що включало музику, ігри, мелодії дзвінка, шпалери та теми. Він був представлений у лютому 2004 року як спосіб для власників телефонів SE слухати та безпосередньо купувати рингтони. Він був поширений у 32 країнах. Sony Ericsson S700 був першим телефоном Sony Ericsson з попередньо завантаженим PlayNow.
У середині 2008 року PlayNow було розширено на браузерний портал PlayNow Arena. Це вперше з’явилося в Нордичних країнах у серпні 2008 року і пропонувало додаткові види безкоштовного та преміум-контенту, включаючи 1 мільйон треків без DRM від звукозаписних компаній, таких як Sony Music, Warner Music, та EMI. Це також дозволило подвійне завантаження музичних треків у форматі MP3, причому один MP3-трек вищої якості завантажувався безпосередньо на ПК, а один трек нижчої якості на телефон.
PlayNow arena організована для кожної країни та сумісна з широким спектром телефонів Sony Ericsson. Він також підтримує різні сторонні пристрої з підтримкою Windows Media DRM.
Частиною сервісу PlayNow був мобільний сервіс розпізнавання музики TrackID. Використовуючи цю систему, ви могли записати кілька секунд музики на свій телефон, щоб дізнатися виконавця та композицію. Якщо доступно, ви також могли придбати визначений трек безпосередньо в PlayNow. TrackID працював через систему ідентифікації Gracenote, що належить Sony.
У вересні 2008 року Sony Ericsson анонсувала PlayNow plus; платна послуга передплати. Він був запущений у Швеції за 99 шведських крон (близько 15 доларів) на місяць на телефоні W902 Walkman через оператора Telenor.
PlayNow plus був укомплектований та виставлений через мобільного оператора та дозволив необмежену кількість завантажень музики, керованої DRM, а також відтворення на ПК через музичний плеєр Omnifone. Попередньо завантажені музичні пропозиції також планувалися для наступних телефонів із підтримкою PlayNow plus. 
У травні 2009 року Sony Ericsson оголосила PlayNow arena with movies. Це були готові послуги, які дозволяли користувачам завантажувати до 60 спеціально відформатованих фільмів на рік. Загалом 15 фільмів (нових і класичних) повинні були бути доступні в будь-який час, з чотирма новими фільмами щомісяця. Доступ до фільмів відбувався через комп’ютер і завантажувався на телефон через USB. Їх можна було дивитися якомога більше разів протягом 90 днів. Їх не можна було відтворити на жодному іншому пристрої. PlayNow Arena з фільмами мала бути запущена в червні 2009 року з телефоном W995 Walkman у Швеції, Норвегії, Нідерландах, Німеччині та Великій Британії.
Після повного придбання Sony в 2011 році ця послуга більше не доступна, і її замінила Sony Entertainment Network.